# Стіна Вірсен
Стіна Вірсен (5 червня 1968 , Стокгольм ) — шведська художниця, графік, ілюстратор, письменниця.

## Біографія
Стіна Вірсен народилася у Стокгольмі 5 червня 1968 року. У 1992 році закінчила Коледж мистецтв, ремесел і дизайну. Працювала професійним ілюстратором. Головний художник найбільшої шведської газети «Dagens Nyheter». Від 2000 року проводить лекції і семінари на міжнародному рівні.

## Палітра художника
Вірсен — художник-ілюстратор. Вона написала й проілюструвала низку дитячих книг, є автором анімаційних фільмів. Вона займається створенням різних модних брендів, реклам для універмагів і ресторанів, газет і журналів, рекламних кампаній.
Основну увагу приділяє дітям у віці від 2 до 6 років. Працювала з дітьми в різних країнах світу (в Абу-Дабі, Токіо, Болоньї, Умео, Стокгольмі та інших). Стіна Вірсен є засновницею цілого напряму в шведській ілюстрації. Її малюнки передають атмосферу книг.
Вона створила серію з 8 поштових марок для пошти Швеції, підготувала ескізи для різних шведських модельєрів. Вірсен — автор серії графічних ілюстрацій для ООН, присвяченої правам людини. Серія була виставлена в штаб-квартирі ООН у Нью-Йорку до 50-річного ювілею річниці прав людини. Художниця неодноразово брала участь у виставках різних рівнів.

## Вибрані твори
- Jag har fått en klocka! (1991)
- Sakboken (1995)
- Djurboken (1995)
- Liten och stor (1995)
- Tussas Kalas (1996) (співавторство)
- Siffror och Nuffror (1997) (співавторство)
- Hedvig! (співавторство)
- Hedvig och sommaren med steken (співавторство)
- Hedvig och Hardemos prinsessa (співавторство)
- Hallå därinne! (2010) (співавторство)
- En stjärna vid namn Ajax (співавторство)
- Systern från havet (співавторство)
- Full cirkus på Sockerbullen (2012) (співавторство)
- Jag (2012)
- Серія дитячих книг — Rut och Knut
- Серія дитячих книг — Вэм
- Серія дитячих книг — Brokiga

## Нагороди
- Премія товариства газетного дизайну (1997)
- Премія товариства скандинавських ілюстраторів (2001)
- Expressen Heffaklump Award за дитячу літературу
- Stockholms Stads Kulturpris
- Nordiska Tecknares Pris
- Elsa Beskow-plaketten 2000 for «Rut och Knut ställer ut»
- Expressens Heffaklump 2007 for «Supershow med Rut och Knut» та ін.